# Diane Gashumba

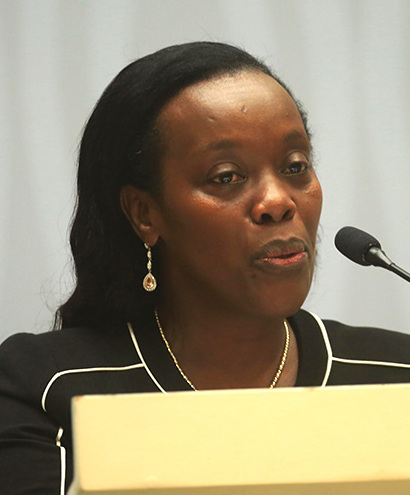
Diane Gashumba

Diane Gashumba ist eine ruandische Kinder- und Jugendärztin, Krankenhausleiterin, Politikerin und Diplomatin. Sie war von März bis Oktober 2016 Ministerin für Gender- und Familienförderung und von Oktober 2016 bis Februar 2020 Gesundheitsministerin des Landes. Im November 2021 wurde Gashumba als neue Botschafterin Ruandas in Schweden, im Januar 2022 als Botschafterin in Dänemark und im Februar 2022 als Botschafterin in Norwegen akkreditiert. Die ruandische Botschaft in Stockholm vertritt das Land zudem in Finnland und Island.

## Karriere
Gashumba ist Kinder- und Jugendärztin. Sie besitzt einen Doktor der Medizin der University of Rwanda und einen Master of Medicine mit Spezialisierung auf Pädiatrie. Zwischen 2010 und 2016 arbeitete Gashumba als eine Teamleiterin im mit 57,3 Millionen US-Dollar von USAID finanzierten Rwanda Family Health Project. Zudem leitete sie für drei Jahre zwei Bezirkskrankenhäuser, darunter das Muhima Hospital im Distrikt Nyarugenge in der Hauptstadt Kigali.
Im National Women’s Council (NWC) war sie für den Gesundheitsbereich verantwortlich. Am 7. Juni 2009 wurde sie als Nachfolgerin von Odda Gasinzigwa mit einem Stimmanteil von 80 % zur Präsidentin des NWC gewählt. Bei der Wahl trat sie gegen Stephanie Nyiranzurukero an. Am 29. März 2016 wurde Gashumba zur Ministerin für Gender- und Familienförderung ernannt. Am 4. Oktober 2016 erfolgte ein Wechsel zum Posten als Gesundheitsministerin. Im November 2019 trat sie dem Vorstand der 1998 gegründeten RBM Partnership To End Malaria bei. Im Februar 2020 reichte Gashumba ihren Rücktritt als Gesundheitsministerin ein. Als Grund wurde laut dem Büro des Premierministers „wiederholte grobe Fehler und Führungsversagen“ angegeben.
Im Juni 2021 wurde Gashumba zur neuen Botschafterin Ruandas in Stockholm ernannt. Sie wurde am 16. November 2021 in Schweden als Botschafterin akkreditiert, am 21. Januar 2022 in Dänemark und am 10. Februar 2022 in Norwegen. Die ruandische Botschaft in Stockholm vertritt das Land zudem in Finnland und Island.

## Privates
Gashumba ist verheiratet und hat zwei Töchter und einen Sohn.